# Henry Slesar
Œuvres principales
- The Gray Flannel Shroud

Henry Slesar, né Henry Schlosser le 12 juin 1927 à Brooklyn, New York et mort le 2 avril 2002 dans la même ville, est un écrivain, nouvelliste et scénariste américain.

## Biographie
Dès sa première nouvelle, A Victim Must Be Found, publiée sous son nom en juin 1956 dans Ellery Queen's Mystery Magazine, il obtient le prix de la première nouvelle. Mais dans le numéro précédent, il avait déjà publié une autre nouvelle, sous son pseudonyme de O. H. Leslie, Alibi on the Steve Allen Show. Il s'impose très rapidement dans ce genre d'écriture et écrit plusieurs centaines de nouvelles policières dont plusieurs avec comme héros Ruby Martinson et de science-fiction.
Alfred Hitchcock, qui l'apprécie, lui demande d'écrire des scénarios pour ses séries télévisées.
En 1960, il obtient le prix Edgar-Allan-Poe du meilleur premier roman pour The Gray Flannel Shroud. En 1974, il  remporte un Emmy Award en tant que scénariste en chef pour The Edge of Night.
Il collabore avec Harlan Ellison en utilisant le pseudonyme commun de Sley Harson. Il utilise également des noms maison comme Clyde Mitchell, Ivar Jorgensen, E. K. Jarvis, Lawrence Chandler, Gerald Vance, John Murray et Lee Saber.
Il meurt le 2 avril 2002 à l'âge de 74 ans à la suite d'une opération chirurgicale.

## Œuvre
- The Gray Flannel Shroud, 1959
- Enter Murderers, 1960
- The Bridge of Lions, 1963.
- The Thing at the Door, 1974
- Murder at Heartbreak Hospital, 1998